# Woody Woodbury
Woody Woodbury, eredeti nevén Robert Dennis Woodbury (Saint Paul (Minnesota), Minnesota, 1924. február 9. –) amerikai komikus, színész, televíziós személyiség és műsorvezető. Az Amerikai Egyesült Államokban az 1960-as évek elején megjelent vígjátékalbumairól, Magyarországon pedig a Bud Spencer–Terence Hill-filmekben nyújtott alakításáért ismert.
Az Amerikai Egyesült Államok tengerészgyalogságának egykori tagja, aki részt vett a második világháborúban és a koreai háborúban is.

## Diszkográfia
- Woody Woodbury Looks At Love And Life (1959)
- Woody Woodbury's Laughing Room (1960)
- First Annual Message From The President Of The "Booze Is the Only Answer" Club (1960)
- Woody Woodbury's Concert In Comedy (1961)
- Woody Woodbury's Saloonatics (1961)
- Woody Woodbury In The Spice Is Right (1962)
- The Best Of Woody Woodbury (1963)
- Thru The Keyhole With Woody Woodbury (1964)
- More Of Woody (1973)
- Woody Woodbury's Merriment (2001)

## Filmográfia
- 1962: Safe at Home!
- 1964: For Those Who Think Young
- 1975: Beyond the Bermuda Triangle
- 1978: …és megint dühbe jövünk (Pari e dispari)
- 1980: Hardly Working
- 1980: Szuperzsaru (Poliziotto superpiù)
- 1983: Nyomás utána! (Nati con la camicia)